# Нанъё
Нанъё (яп. 南陽市 Нанъё:-си) — город в Японии, находящийся в префектуре Ямагата. Площадь города составляет 160,70 км², население — 32 427 человек (1 августа 2014), плотность населения — 201,79 чел./км².

## Географическое положение
Город расположен на острове Хонсю в префектуре Ямагата региона Тохоку. С ним граничат города Нагаи, Каминояма, Ямагата и посёлки Такахата, Каваниси, Сиратака, Яманобе.

## Население
Население города составляет 32 427 человек (1 августа 2014), а плотность — 201,79 чел./км². Изменение численности населения с 1980 по 2005 годы:
| 1980 | 36 682 чел. |  |
| 1985 | 37 146 чел. |  |
| 1990 | 36 977 чел. |  |
| 1995 | 36 810 чел. |  |
| 2000 | 36 191 чел. |  |
| 2005 | 35 190 чел. |  |

## Символика
Деревом города считается сакура, цветком — хризантема.